# Sparkvot
Sparkvoten anger hur stor del av bruttonationalprodukten som används för sparande. I sparandet ingår hushållens samt den offentliga sektorns inkomster som inte används för konsumtion. Sparkvoten beräknas genom att ta ett lands sparande dividerat med landets BNP. Sparkvoten har betydelse för tillväxt i form av tillgång på faktortillgången kapital och för räntenivåer, det vill säga priset på pengar.